# ژرف‌ماهیان
ژرف‌ماهیان (نام علمی: Profundulidae) نام یک تیره از راسته کپوردندان‌ماهی‌سانان است.